# Blake (banda)
Blake é uma banda finlandesa de stoner rock formada em 2001. A banda é formada pelo vocalista e guitarrista Aaro Seppovaara, o baterista Kari Reini, o baixista Antero Aunesluoma  e o guitarrista Sami Hassinen. A banda até agora lançou cinco álbuns: o álbum de estreia Firefoot (2003), os seguintes Starbringer (2004), Planetizer (2005), Sa7urnus (2008) e mais recentemente Haze Parade (2010).
A banda já se apresentou em diversos festivais musicais, como o Tuska Open Air Metal Festival, e costuma incluir covers do Black Sabbath em seu set list.

## Integrantes
- Sami Hassinen - guitarra
- Aaro Seppovaara - vocal, guitarra
- Antero Aunesluoma - baixo
- Kari Reini - bateria

## Discografia
- Firefoot (2003)
- Starbringer (2004)
- Planetizer (2005)
- Sa7urnus (2008)
- Haze Parade (2010)
- Taste of Voodoo (2013)